# Савчук Петро Іванович

Петро́ Іва́нович Савчу́к (2 січня 1937, Отинія — 11 лютого 2011) — український та радянський тренер з футболу, підприємець. Заслужений тренер України.

## Кар'єра
Закінчив Івано-Франківський технікум фізичного виховання, Тернопільський фінансово-економічний інститут (тепер Західноукраїнський національний університет).
Тренував «Карпати» (Брошнів-Осада) (1961-65), знамениту сільську команду «Колос» з Бучача на Тернопільщині (1965-73).
3-разовий володар Кубка СССР «Золотий колос» (1969—1971 роки), чемпіон (1968) та срібний призер (1966) чемпіонату УРСР серед колективів фізкультури. 8-разовий чемпіон Тернопільської області (1966—1973 роки), 4-разовий володар Кубка Тернопільської області.
У середині сезону 1973 року переїхав працювати до Тернополя. В 1974 році тренував команду «Будівельник» (Тернопіль) — учасника чемпіонату СРСР серед команд другої ліги.
На честь тренера проводиться дитячий турнір у місті Івано-Франківську.
Помер 11 лютого 2011 року, похований в Отинії.

## Родина
Син — Савчук Андрій, підприємець у Івано-Франківську, любитель боксу, футболу.